# Lundi (X-Files)
Lundi (Monday) est le 14e épisode de la saison 6 de la série télévisée X-Files. Cet épisode a pour thème une boucle temporelle dans laquelle les protagonistes revivent sans s'en rendre compte le braquage d'une banque qui tourne au drame. Il tire sa principale inspiration d'un épisode de La Quatrième Dimension et a nécessité des efforts d'inventivité de la part du réalisateur en raison de la répétition des scènes. Il a été globalement très bien accueilli par la critique.

## Résumé
Mulder, blessé par balle, et Scully sont dans une banque où a lieu un braquage. Scully essaie de raisonner le braqueur mais, quand la police prend d'assaut le bâtiment, celui-ci fait exploser la bombe qu'il portait sur lui.
Après le générique, Mulder, en parfaite santé, se réveille et découvre que son lit à eau a une fuite et qu'il est en retard pour une réunion. À son arrivée au siège du FBI, il prévient Scully qu'il doit aller à la banque pour encaisser sa paie afin de couvrir les dégâts occasionnés par la fuite. Alors que Mulder fait la queue au guichet, le même homme qu'au début de l'épisode, prénommé Bernard, tente nerveusement de braquer la banque et tire sur lui. L'alarme est déclenchée et Scully arrive sur ces entrefaites. Les événements suivent alors le même déroulement qu'auparavant, l'explosion de la bombe tuant tout le monde.
Mulder se réveille à nouveau dans son lit à eau percé, et le même scénario, à quelques détails près, se répète depuis le début. Une seule personne, Pam, la petite amie de Bernard, est consciente d'être prise dans une boucle temporelle. Elle essaie plusieurs fois de changer le cours des événements en s'adressant aux divers protagonistes mais échoue à chaque fois, Bernard finissant toujours par faire exploser la bombe qu'il porte sur lui. La boucle temporelle se poursuit même si, à chaque fois que Mulder parle avec Pam, il semble de plus en plus proche de se souvenir d'elle. Pam finit par le convaincre de ce qui se passe et, juste avant que Bernard ne fasse une nouvelle fois exploser la banque, Mulder se répète qu'il a une bombe.
La fois suivante, la phrase que Mulder s'est répétée lui revient alors qu'il est à la banque. Suivant son intuition, il prévient Scully et aborde Bernard avant que celui-ci ne commence son braquage. Scully arrive sur les lieux accompagnée de Pam. Cette dernière est sur le point de convaincre Bernard de renoncer mais les voitures de police arrivent à ce moment. Bernard tire alors sur Mulder mais Pam s'interpose. Elle réalise dans ses derniers instants que c'est sa mort qui est le facteur permettant de mettre fin à la boucle temporelle. Bernard, horrifié par ce qu'il a fait, est arrêté et le temps reprend son cours.

## Distribution
- David Duchovny : Fox Mulder
- Gillian Anderson : Dana Scully
- Mitch Pileggi : Walter Skinner
- Carrie Hamilton : Pam
- Darren E. Burrows : Bernard

## Production

### Préproduction
L'épisode, qui utilise un ressort scénaristique similaire à celui du film Un jour sans fin (1993), est écrit à la hâte, car sous la pression de l'échéance, par Vince Gilligan et John Shiban durant la pause de Noël de la série. Les deux scénaristes créditent l'épisode Peine capitale (Shadow Play, 1961), de La Quatrième Dimension, comme leur principale source d'inspiration.
Rick Millikan, le responsable du casting, affirme que l'actrice devant jouer le rôle de Pam a été difficile à trouver car le téléspectateur « doit se sentir désolé devant la terrible détresse de cette femme prise au piège de cet enfer sans croire à un seul moment qu'elle est folle ». Millikan et les producteurs tombent d'accord sur le fait que Carrie Hamilton est le choix parfait pour le rôle, lequel est l'un des derniers de l'actrice, morte d'un cancer trois ans plus tard. Darren E. Burrows, ancien acteur régulier de la série Bienvenue en Alaska, est choisi pour interpréter Bernard, Millikan trouvant son jeu « magnifique ».

### Tournage
Le réalisateur Kim Manners s'inquiète que plusieurs scènes, et notamment celle du réveil de Mulder après chaque explosion, peuvent devenir monotones en raison de leur répétition, et essaie de les rendre intéressantes en utilisant des angles de caméra variés. Il dessine un schéma de tous les angles et mouvements possibles afin de les rendre visuellement attrayants et de retenir l'attention des téléspectateurs. Bruce Carter, l'assistant de Manners, est chargé de créer la frise chronologique complexe de l'épisode afin de rendre le tournage plus facile. Séparer chaque élément de l'épisode et les synchroniser de façon exacte lui prend deux semaines. Carter affirme plus tard que « c'est l'un des accomplissements dont il est le plus fier pour cette saison ».
Pour le décor de la banque, le régisseur général et son équipe trouvent une ancienne banque transformée en école d'animation dans le centre-ville de Los Angeles. Le bâtiment est totalement rénové et décoré avec des guichets automatiques, des colonnes, des bureaux et des vitres blindées achetés sur le catalogue d'un fournisseur spécialisé. Pour les extérieurs de la scène du braquage, une zone de quatre pâtés de maisons est interdite à la circulation.
Le lit à eau de Mulder, acheté par Morris Fletcher dans l'épisode Zone 51 alors qu'il était dans son corps, se révèle être l'accessoire le plus difficile à dénicher. Le chef décorateur Tim Stepeck n'arrive pas à trouver un lit à eau approprié à Los Angeles et doit en commander un dans un magasin spécialisé de San Francisco. Les décorateurs contactent à plusieurs reprises des employés du J. Edgar Hoover Building pour créer le chèque et l'enveloppe contenant le salaire de Mulder, qui doivent être réalistes mais sans être trop semblables à leurs équivalents réels. Une attention particulière est portée au maquillage du personnage de Pam, qui doit avoir un aspect « hanté », alors que l'actrice réalise elle-même sa coiffure.

## Accueil

### Audiences
Lors de sa première diffusion aux États-Unis, l'épisode réalise un score de 10,2 sur l'échelle de Nielsen et est regardé par 16,7 millions de téléspectateurs. La promotion télévisée de l'épisode est réalisée avec le slogan « How do you stop the unstoppable from happening? Tonight, Mulder may die trying » (en français « Comment est-ce que vous empêcheriez l'inévitable de se produire ? Ce soir, Mulder pourrait bien mourir en essayant »).

### Accueil critique
L'épisode a été globalement bien accueilli par la critique. Dans son livre Examination: An Unauthorized Look at Seasons 6–9 of the X-Files, Tom Kessenich délivre une critique positive, écrivant que « l'une des forces de l'épisode est de nous présenter l'évolution de Scully et comment ses enquêtes avec Mulder lui permettent désormais d'adhérer, bien qu'à contrecœur, à des théories ne reposant sur rien de scientifique ». Juliette Harrisson, du site Den of the Geek, affirme que c'est le meilleur épisode standalone de la saison, estimant que l'épisode est « extrêmement poignant », avec quelques touches d'humour bienvenues, et que le fait que ce soit un personnage secondaire qui sauve tout le monde est « une véritable bouffée d'air frais ». Le site The A.V. Club le classe parmi les 20 meilleurs épisodes de la série, Zack Handlen lui donnant la note de A et évoquant un épisode à la fois « inhabituel et émotionnellement riche » dont le scénario est un « puzzle doté d'une âme » qui dose parfaitement « l'humour, la virtuosité structurelle et la compassion ». 
Pour Natalie Prado, du site Just Press Play, qui lui donne la note de A-, l'épisode est « intense et bien écrit » et se révèle « globalement solide et agréable malgré quelques manquements à la logique vers la fin ». Jamie Jeffords, du Dallas Morning News, lui donne la note de 4/5 et salue particulièrement l'interprétation « obsédante » de Carrie Hamilton. Paula Vitaris, de Cinefantastique, lui donne la note de 3,5/4, évoquant un épisode « aussi ingénieux que déchirant » et louant le style de réalisation novateur de Kim Manners. Le site Allociné le classe parmi les 10 épisodes les plus originaux de la série, estimant que le scénario évite brillamment « les écueils habituels qui rendent en général l'entreprise extrêmement ennuyeuse pour le téléspectateur » et a la bonne idée de « mettre la vie de Mulder directement en danger » ce qui « injecte une tension énorme alors que l'on ne doute pourtant pas une seule seconde qu'il se sortira de cette affaire sain et sauf ».